# Furcula clarior
Furcula clarior är en fjärilsart som beskrevs av Edward P. Wiltshire 1943. Furcula clarior ingår i släktet Furcula och familjen tandspinnare. Inga underarter finns listade i Catalogue of Life.